# San Juan Ihualtepec
San Juan Ihualtepec è un comune del Messico, situato nello stato di Oaxaca.